# ニレシ岳
ニレシ岳（ニレシだけ）は、北海道の夕張市にある標高1,415.0mの山である。山頂には二等三角点「天狗岩」が設置されている。一般的に「夕張マッターホルン」「1415m峰」という名前で親しまれている。

## 概要
夕張山地の中央部に位置する山で、三角錐の鋭い山容から夕張マッターホルンとして一般的に知れ渡っている。
「ニレシ岳」という山名は明治時代の参謀本部陸地測量部が作成した地図に記載されており、山名の由来は定かではないが「牙・犬歯・歯茎」を意味する「ニルシ」が語源と考えられている。他の説は「二ラス（木片）」や「リラス（高い・割り端）」の説もある。「夕張マッターホルン」という名は先述の通り山容からつけられた山名で、俗称であるが現在はこの山名で広く知られている。他にも「シューパロ天狗岳」という別名も存在するが、知名度が高くない。

## 登山
登山道はなく、残雪期に登られることが多い。
南富良野町からポントナシベツ川沿いの森田の沢林道を歩き、桔梗川左岸で林道を外れる。左岸から桔梗川の北側の沢を伝って登り、七ツ沼・市町境を越えて南側から取り付いて山頂へ至る。岩登りの技術が必要とされ、登頂は容易ではない。一時期は山頂標識があったが現在は撤去されている。